# Гаспари, Джованни
Джованни Гаспари (итал. Giovanni Gaspari; род. 6 июня 1963, Пескара, Италия) — итальянский прелат и ватиканский дипломат. Титулярный архиепископ Альбы Мариттимы с 21 сентября 2020. Апостольский нунций в Анголе и Сан-Томе и Принсипи с 21 сентября 2020 по 2 марта 2024. Апостольский нунций в Корее и Монголии со 2 марта 2024.